# Verrières (Charente)
Verrières és un municipi francès situat al departament del Charente i a la regió de la Nova Aquitània. L'any 2007 tenia 370 habitants.

## Demografia

### Població
El 2007 la població de fet de Verrières era de 370 persones. Hi havia 136 famílies de les quals 24 eren unipersonals (8 homes vivint sols i 16 dones vivint soles), 48 parelles sense fills, 52 parelles amb fills i 12 famílies monoparentals amb fills.
La població ha evolucionat segons el següent gràfic:
Habitants censats

### Habitatges
El 2007 hi havia 171 habitatges, 143 eren l'habitatge principal de la família, 9 eren segones residències i 19 estaven desocupats. 167 eren cases i 2 eren apartaments. Dels 143 habitatges principals, 106 estaven ocupats pels seus propietaris, 26 estaven llogats i ocupats pels llogaters i 11 estaven cedits a títol gratuït; 3 tenien dues cambres, 11 en tenien tres, 27 en tenien quatre i 102 en tenien cinc o més. 121 habitatges disposaven pel capbaix d'una plaça de pàrquing. A 64 habitatges hi havia un automòbil i a 73 n'hi havia dos o més.

### Piràmide de població
La piràmide de població per edats i sexe el 2009 era:
| Homes | Edats   | Dones |
| ----- | ------- | ----- |
| 0     | 95 o +  | 0     |
| 0     | 90 a 94 | 0     |
| 0     | 85 a 89 | 4     |
| 0     | 80 a 84 | 0     |
| 12    | 75 a 79 | 8     |
| 16    | 70 a 74 | 16    |
| 0     | 65 a 69 | 12    |
| 8     | 60 a 64 | 4     |
| 8     | 55 a 59 | 16    |
| 12    | 50 a 54 | 4     |
| 8     | 45 a 49 | 16    |
| 12    | 40 a 44 | 4     |
| 24    | 35 a 39 | 24    |
| 16    | 30 a 34 | 20    |
| 24    | 25 a 29 | 16    |
| 8     | 20 a 24 | 8     |
| 0     | 15 a 19 | 8     |
| 8     | 10 a 14 | 12    |
| 16    | 5 a 9   | 16    |
| 20    | 0 a 4   | 4     |

## Economia
El 2007 la població en edat de treballar era de 237 persones, 183 eren actives i 54 eren inactives. De les 183 persones actives 172 estaven ocupades (91 homes i 81 dones) i 11 estaven aturades (5 homes i 6 dones). De les 54 persones inactives 17 estaven jubilades, 22 estaven estudiant i 15 estaven classificades com a «altres inactius».

### Ingressos
El 2009 a Verrières hi havia 143 unitats fiscals que integraven 384,5 persones, la mediana anual d'ingressos fiscals per persona era de 17.371 €.

### Activitats econòmiques
Dels 25 establiments que hi havia el 2007, 1 era d'una empresa alimentària, 2 d'empreses de fabricació d'altres productes industrials, 4 d'empreses de construcció, 10 d'empreses de comerç i reparació d'automòbils, 3 d'empreses immobiliàries, 4 d'empreses de serveis i 1 d'una empresa classificada com a «altres activitats de serveis».
Dels 6 establiments de servei als particulars que hi havia el 2009, 2 eren tallers de reparació d'automòbils i de material agrícola, 1 guixaire pintor, 1 fusteria, 1 lampisteria i 1 perruqueria.
L'únic establiment comercial que hi havia el 2009 era una botiga de menys de 120 m².
L'any 2000 a Verrières hi havia 36 explotacions agrícoles.

## Equipaments sanitaris i escolars
El 2009 hi havia una escola elemental integrada dins d'un grup escolar amb les comunes properes formant una escola dispersa.

## Poblacions més properes
El següent diagrama mostra les poblacions més properes.